# Інтеграза
Інтеграза — фермент, що каталізує інтеграцію (включення) ДНК вірусу в хромосому клітини-хазяїна. При цьому до інтеграції лінійні молекули ДНК вірусу замикаються в кільце і потім вже вбудовуються.
Інтегрази за своїм механізмом дії належать до топоізомераз I типу. Це значить, що для своєї дії вони розрізають один ланцюг дволанцюгової ДНК.

## Бактеріофаги
Типова інтеграза бактеріофагів містить 4 білкові субодиниці, кожен з яких містить активний центр із залишком тирозину. На початку реакції інтеграції 2 субодиниці роблять по розрізу на одному ланцюгу ДНК фага та бактерії. Вільний 5'-кінець розрізаної ДНК приєднується до тирозину. Надалі фермент переносить фосфодіестерний зв'язок назад на ДНК, але при цьому один кінець бактеріальної ДНК з'єднується з ДНК фага й навпаки. Утворюється гетеродуплекс, подібний до структури Холідея. Далі інші 2 субодиниці повторюють процес на другому ланцюгу, що призводить до інтеграції фагової ДНК.
Інтегрази забезпечують сайт-специфічну рекомбінацію, що відбувається через зв'язування білка з певним сайтом на ДНК внаслідок розпізнавання.

## Ретровіруси
Інтегрази наявні у вірусів з родини ретровірусів, зокрема у ВІЛ.